# Гроф Триполија
Гроф Триполија је титула коју је носио владар грофовије Триполи, крсташке државе основане након Првог крсташког рата. Грофовија Триполи је последња крсташка држава на подручју Блиског истока. Настала је 1109. године након освајања града. Освајање је започео Ремон од Сен Жила, а завршио Бертранд од Тулуза поставши тако њен први владар. У почетку, он је био вазал јерусалимског краља Балдуина. У 13. веку, грофовија Триполи пада у вазалан однос под Кнежевину Антиохију. Средином 13. века, Боемунд VI дао је вазалну заклетву монголском владару. Због тога је грофовију напао мамелучки султан Калаван и срушио је 1289. године.
Грофови Триполија:
- Ремон од Сен Жила (1102—1105)
- Алфонс Жордан (1105—1109)
- Виљем Жордан (1105—1109, регент)
- Бертранд од Тулуза (1109—1112)
- Понс од Триполија (1112—1137)
- Ремон II од Триполија (1137—1152)
- Ремон III од Триполија (1152—1187)
- Ремон IV од Триполија (1187—1189)
- Боемунд IV од Триполија (1189—1233)
- Боемунд V од Триполија (1233—1252)
- Боемунд VI од Триполија (1252—1275)
- Боемунд VII од Триполија (1275—1287)
- Луција од Триполија (1287—1289)